# عبد الرحيم مسلم دوست
عبد الرحيم مسلم دوست هو صحفي وجواهري أفغاني، اُعتقل خارج نطاق القانون في معتقل غوانتانامو الأمريكي في كوبا.
في عام 2014، أصبح عضوًا في الدولة الإسلامية في العراق والشام (ولاية خرسان). غادر التنظيم في أواخر عام 2015 في خلاف مع حافظ سعيد خان أمير ولاية خراسان.

## تاريخه
كان عبد الرحيم دوست من المشاركين في حادثة السيطرة على الحرم المكي سنة 1979 بقيادة جهيمان العتيبي، واعتقلته الحكومة السعودية بعد اقتحامها المسجد، ولكن بطريقة ما استطاع الهروب إلى بيشاور في باكستان.
اعتقلته السلطات الأمريكية هو وشقيقه في 17 نوفمبر 2001، وأُفرِجَ عنه في 17 أبريل 2005، وكان رقم الاعتقال التسلسلي الخاص به 561
وكان السبب المعلن لاعتقاله هو أنه عضو بجماعة الدعوة والقرآن المرتبطة بالقاعدة، وأقر عبد الرحيم بأنه عضو فيها، لكنه قال أنه انضم منذ فترة طويلة أثناء الغزو السوفيتي لأفغانستان. وأخوه هو أيضًا صحفي؛ كان قد اُعتقل معه في غوانتانامو.
في 30 سبتمبر 2006 قالت وكالة الأنباء الصينية شينخوا أن عبد الرحيم دوست تم القبض عليه من قبل الأمن الباكستاني، وقال شقيقه أنه اعتقل أثناء مغادرته المسجد، في عام 2008 أفرج عنه كجزء من عملية تبادل الأسرى بين الحكومة الباكستانية وطالبان الباكستانية.
في يوليو 2014، بايع عبد الرحيم مسلم دوست أبا بكر البغدادي، و بدأ يتجنيد المقاتلين في ولاية خراسان فرع نورستان وكونار وبعض مقاطعات أفغانستان الأخرى، وفي بعض مخيمات اللاجئين الأفغان في بيشاور. وظهر في شريط فيديو صدر في عام 2014.
في أواخر عام 2015 أعلن خروجه من التنظيم في ولاية خرسان، لخلافه حول بعض العمليات في أفغانستان، ويقال أنه ما زال محافظًا على بيعته لأبي بكر البغدادي.